# Весела Роща (Казахстан)
Весе́ла Ро́ща (каз. Веселая Роща) — село у складі Железинського району Павлодарської області Казахстану. Адміністративний центр Веселорощинського сільського округу.
Населення — 729 осіб (2021; 837 у 2009, 988 у 1999, 1178 у 1989).
Національний склад станом на 1989 рік:
- росіяни — 50 %;
- німці — 26 %.